# 上海市闵行第三中学
上海市闵行第三中学簡稱閔行三中，是中華人民共和國上海市閔行區唯一一所公辦完全中學，學校占地面积约37亩，建筑面积3万平方米。學校成立於1962年，當時名為新闵初级中学。1972年更名为闵行第三中学。1979年組建高中部。1996年，闵行六中并入閔行三中。2016年8月，学校改扩建。2021年，學校獲評上海市特色普通高中。